# سام هوب
سام هوب (بالإنجليزية: Sam Hope)‏ هو لاعب كرة قاعدة أمريكي، ولد في 4 ديسمبر 1878 في بروكلين في الولايات المتحدة، وتوفي في 30 يونيو 1946 في غرينبورت في الولايات المتحدة.

## وصلات خارجية
- سام هوب على موقعبيزبول رفرنس.كوم (الدوري الرئيسي) (الإنجليزية)
- سام هوب على موقعبيزبول رفرنس.كوم (الدوري الثانوي) (الإنجليزية)